# Herbert Williams-Wynn (7e baronnet)
Pour les articles homonymes, voir Herbert Williams et Williams.
Herbert Lloyd Watkin Williams-Wynn, 7e baronnet, (1860–1944) est un homme politique gallois et officier Yeomanry.

## Jeunesse

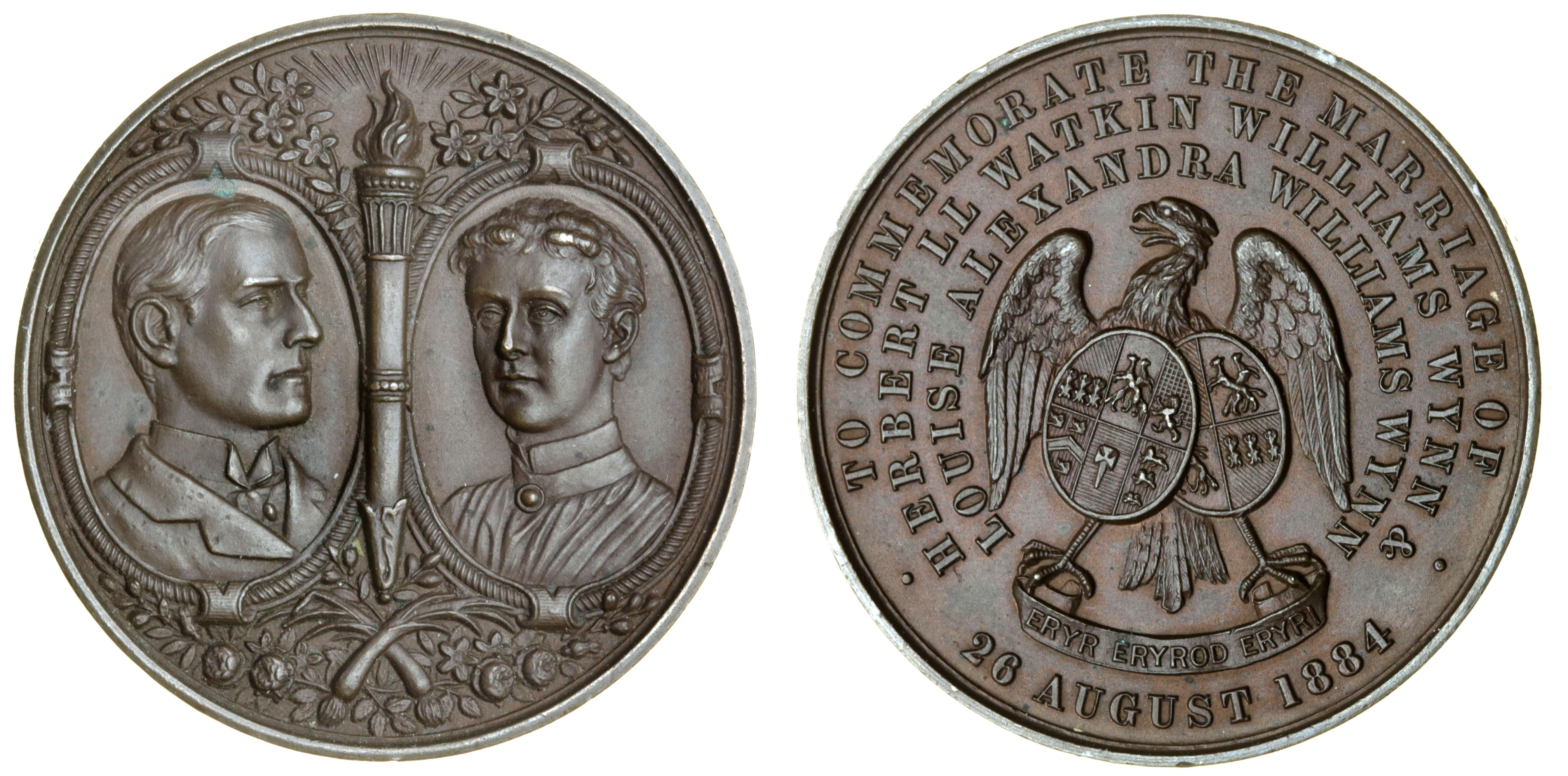
Sir Herbert Williams-Wynn et Louisa Williams-Wynn. Médaille du cuivre frappée pour célébrer leur mariage en 1884. Avec l'aimable autorisation de Spink and Son Ltd.

Williams-Wynn est né le 6 juin 1860, le deuxième fils (et aîné survivant) du colonel Herbert Watkin Williams-Wynn, député, (1822-1862). Il devient baronnet à la mort de son oncle et beau-père, Watkin Williams-Wynn (6e baronnet) en mai 1885.

## Carrière politique
Il est député du Denbighshire de mai à novembre 1885, date à laquelle la circonscription est abolie. Il perd les élections suivantes pour la nouvelle circonscription d'East Denbighshire et tente en vain d'obtenir le siège lors des deux élections suivantes en 1886 (lorsqu'il ne perd que 0,4 %) et 1892. Il est haut shérif du Denbighshire en 1890 et est Lord-lieutenant du Montgomeryshire de 1891 à 1944.

## Carrière militaire
Il est nommé lieutenant dans le Montgomeryshire Yeomanry (commandé par son oncle le 6e baronnet) en 1882, promu capitaine en 1884, major en 1886, et lieutenant-colonel commandant le régiment en 1889.
Pendant la seconde guerre des Boers, il joue un rôle déterminant dans la levée de quatre compagnies de l'Imperial Yeomanry pour le service en Afrique du Sud, sous les auspices du Montgomeryshire Yeomanry. Pour cela, il est nommé Compagnon de l'Ordre du Bain (CB) dans les honneurs du couronnement de 1902,. Il reçoit le grade honorifique de colonel en 1903 ,.
Il est nommé colonel honoraire du Montgomeryshire Yeomanry lorsqu'il prend sa retraite du commandement en 1907 ,. Lorsque les Yeomanry sont incorporés dans la Force territoriale en 1908, il devient président de la Montgomeryshire Territorial Association et reçoit la décoration territoriale (TD). En 1923, il est muté au poste de colonel du 7e bataillon (Merionethshire et Montgomeryshire), Royal Welch Fusiliers ,,.
Pendant la Première Guerre mondiale, il établit une usine de munitions sur le domaine de Wynnstay.

## Famille
Le 26 août 1884, Williams-Wynn épouse sa cousine Louise Alexandra Williams-Wynn (1864–1911), fille de Watkin Williams-Wynn (6e baronnet) et unique héritière du domaine Wynnstay. Ils divorcent en 1898, ayant trois enfants:
- Gwladys Elin, née le 4 septembre 1885, épouse le major Walter Kynaston
- Watkin Williams-Wynn, 8e baronnet, né le 25 janvier 1891, décédé le 9 mai 1949
- Constance Mary, née le 20 septembre 1895, épouse le major Guy Mostyn–Owen, 12th Lancers

Il meurt le 24 mai 1944 et est remplacé à la baronnie par son fils.